# Distrikt Kalangala
Kalangala ist ein Distrikt von Uganda. Er umfasst die komplette Gruppe der Ssese-Inseln. Diese umfasst 84 Inseln (43 davon bewohnt) im Nordwesten des Viktoriasees. Die größte Insel ist Bugala mit einer Länge von 40 km. Die Hauptstadt ist das gleichnamige Kalangala auf Bugala. Nach dem Zensus von 2002 beträgt die Bevölkerung 36.661 Menschen auf einer Fläche von 9340 km², wovon aber lediglich 432 km² Landfläche ist.
Der Distrikt wird von Luganda-sprechenden Bantus der Bassese-Volksgruppe bewohnt, die mit den Baganda und Basoga verwandt sind.
Die Inselgruppe ist auf Grund der starken Niederschläge von etwa 2000 mm pro Jahr sehr waldreich.
Wichtige Wirtschaftszweige sind, neben dem Fischfang insbesondere auf Nilbarsche, der Tourismus sowie Forstwirtschaft und Landwirtschaft mit dem Anbau von Zuckerrohr, Palmöl und Ananas.
Fährverbindungen bestehen zwischen Bukakata nahe Masaka und Luku auf Bugala sowie zwischen Entebbe und Kalangala. Eine weitere Fährverbindung nach Port Bell wurde 1996 eingestellt, nachdem die Fähre mit über 100 Todesopfern gesunken war.

## Wichtige Inseln und Städte
- Bugala
  - Kalangala
  - Luku
- Bukasa
  - Bukasa
- Bufumira
- Bubeke
- Buyovu
- Serinyà
- Bunyama
- Bugaba
- Bubembe
- Fumve